# ویلیام ال. وایت
ویلیام ال. وایت نویسنده‌ای در حوزهٔ ترک اعتیاد و سیاست‌گذاری در این زمینه است.

## زندگی‌نامه
وایت به‌عنوان پسر ارشد در یک خانوادهٔ ارتشی زاده شد و پدرش ویلیام «بیلی» وایت و مادرش آلیس وایت بودند. پدرش کارگر ساختمانی و مادرش پرستار بود. او خانوادهٔ بزرگی داشت؛ خانواده‌ای که شامل بیش از ۲۰ فرزندخوانده، فرزند پرورشگاهی، خویشاوند و خواهر و برادر می‌شد که در یک خانهٔ روستایی کوچک در دکاتور، ایلینوی زندگی می‌کردند. او مدرک کارشناسی خود را از کالج یورکا در رشتهٔ روان‌شناسی، جامعه‌شناسی و تاریخ دریافت کرد.